# Edgar Hartwig
Edgar Hartwig (* 22. Februar 1928 in Ichstedt) ist ein deutscher Historiker. In der DDR lehrte er bis 1989 wissenschaftlichen Kommunismus an der Hochschule für Musik Franz Liszt Weimar und legte im Rahmen der „Arbeitsgruppe zur Geschichte der bürgerlichen Parteien“ an der Friedrich-Schiller-Universität Jena Arbeiten zur Geschichte des Alldeutschen Verbandes und des Bundes der Landwirte vor.

## Leben
Hartwig legte 1946 das Abitur ab und trat im gleichen Jahr in die SED ein. Er besuchte zunächst die Pädagogische Fachschule in Nordhausen und arbeitete von 1947 bis 1950 als Grundschullehrer. Nachdem er an einem Lehrgang zur Qualifizierung von Oberschullehrern teilgenommen hatte, trat er 1951 eine Stelle als Lehrer am Institut für Lehrerbildung in Nordhausen an.
Von 1952 bis 1953 war Hartwig hauptamtlich als Parteiinstrukteur in der SED-Landesleitung Thüringen tätig. 1954/55 fungierte er als Sekretär der SED-Kreisleitung Weimar-Stadt.
Von 1956 bis 1958 studierte Hartwig Gesellschaftswissenschaften an der Parteihochschule Karl Marx bei dem Zentralkomitee der SED in Ost-Berlin. Er schloss sein Studium 1958 als Diplom-Gesellschaftswissenschaftler ab und war anschließend erneut als Sekretär der SED-Kreisleitung in Weimar-Stadt tätig.
Von 1962 bis 1965 wirkte Hartwig als wissenschaftlicher Oberassistent für Wissenschaftlichen Sozialismus an der Hochschule für Musik Franz Liszt Weimar. 1962 erhielt er zugleich eine außerplanmäßige wissenschaftliche Aspirantur an der Friedrich-Schiller-Universität Jena. Während er ab 1965 an der Weimarer Hochschule für Musik als Prorektor für Gesellschaftswissenschaften amtierte, promovierte er im Juli 1966 bei Dieter Fricke und Heinz Herz „Zur Politik und Entwicklung des Alldeutschen Verbandes von seiner Gründung bis zum Beginn des ersten Weltkrieges (1891–1914)“. Im September 1967 wurde er in Weimar Dozent für die Geschichte der deutschen Arbeiterbewegung in der Abteilung Marxismus-Leninismus. 1972 erhielt er dort eine ordentliche Professur für Wissenschaftlichen Kommunismus. Im Januar 1980 erfolgte seine Promotion B in Jena bei Dieter Fricke, Manfred Weißbecker und Annelies Laschitza über „Die ‚Mittelstandspolitik‘ des Bundes der Landwirte 1893 bis 1914“.
Mit Wirkung vom 10. November 1989 wurde Hartwig von seinen Funktionen als Prorektor für Gesellschaftswissenschaften entbunden und in einen „einjährigen Arbeitsurlaub“ geschickt.

## Werk
Hartwigs wissenschaftliches Werk entstand im Rahmen der von Dieter Fricke geleiteten Jenaer „Arbeitsgruppe zur Geschichte der bürgerlichen Parteien“. Hartwig steuerte Beiträge zum Handbuch der Geschichte der bürgerlichen Parteien und anderer bürgerlicher Interessenorganisationen vom Vormärz bis zum Jahre 1945 (1968 u. 1970) und dem Nachfolgeprojekt, dem vierbändigen Lexikon zur Parteiengeschichte (1983–1986) bei. Er orientierte sich an den marxistisch-leninistischen Theorien zum Monopolkapitalismus. In seiner Arbeit zum Alldeutschen Verband (AV) vertrat er etwa die These, dass der Verband „der Wortführer, der ideologische und politische Schrittmacher des deutschen Monopolkapitals war, der mit wesentlichem Erfolg die Ziele der aggressivsten und reaktionärsten Teile des Monopolkapitals zu dem Zweck vertrat, diese zum politischen Programm der Regierung, allergesellschaftlichen Einrichtungen der herrschenden Klassen und eines dem Monopolkapital hörigen Teils des Volkes zu machen“. Als Beleg verwies Hartwig auf die Finanzierung des Verbandes durch die Schwerindustrie und den wachsenden Einfluss der Gruppe um Heinrich Claß und Alfred Hugenberg, die den AV vollends unter die Kontrolle der Ruhrmonopole brachten.
Der Musikwissenschaftler und ehemalige Rektor (1993–2001) der Hochschule für Musik Franz List Weimar, Wolfram Huschke, kritisierte Hartwigs Bemühen, als Prorektor für Gesellschaftswissenschaften an der Musikhochschule der politisch-ideologischen Erziehung Vorrang vor der musikalischen zu verschaffen. Auch wenn dem marxistisch-leninistischen Grundlagenstudium offiziell die gleiche Bedeutung wie dem Hauptfach eingeräumt worden sei, sei der Erfolg aber nur sehr relativ gewesen und schönfärberisch aufgehellt worden. In der von Hartwig als Leiter des Redaktionskollektivs verantworteten Festschrift zum 100 jährigen Jubiläum der Hochschule sei die Realität bewusst verfälschend den Wunschvorstellungen und Doktrinen angepasst worden.

## Schriften
- Zur Politik und Entwicklung des Alldeutschen Verbandes von seiner Gründung bis zum Beginn des ersten Weltkrieges. [S.n.], Jena 1966.
- Der Alldeutsche Verband und Polen. In: Wissenschaftliche Zeitschrift // Friedrich-Schiller-Universität Jena.19, Nr. 2 1970, S. 251–276.
- (Hrsg.): Festschrift der Hochschule für Musik "Franz Liszt" Weimar. Zum hundertsten Jahrestag ihrer Gründung als Orchesterschule : 1872–1972. Hochschule für Musik "Franz Liszt", Weimar 1972.
- Auf dem Wege zur sozialistischen Stadt. In: Das Volk ; 1975 v. 27. Sept.19, 382 1975.
- Weimar auf dem Weg zum Sozialismus. April 1945 bis April 1946. Stadtmuseum, Weimar 1976.
- Die "Mittelstandspolitik" des Bundes der Landwirte 1893 bis 1914. 1980.